# 神经痛
神经痛（neuralgia）是指神经中的疼痛，例如三叉神經痛、舌咽神經痛等。神经痛比其他类型的疼痛更难治疗，因为一般止痛药對其療效不大。通常患有某種神經痛的病人需要服用特殊的药物才有可能緩解症狀。